# Abanilla
Abanilla je obec v Murcijském regionu ve Španělsku. Žije zde přibližně 6 200 obyvatel.

## Poloha
Abanilla leží ve výšce 222 m n. m. u západní hranice Murcijského regionu nedaleko provincie Alicante patřící do Valencijského společenství. Má rozlohu přibližně 236,6 čtverečních kilometrů.

## Obyvatelstvo
| Počet obyvatel Abanilly v období 1857-2008 | Počet obyvatel Abanilly v období 1857-2008 | Počet obyvatel Abanilly v období 1857-2008 | Počet obyvatel Abanilly v období 1857-2008 | Počet obyvatel Abanilly v období 1857-2008 | Počet obyvatel Abanilly v období 1857-2008 | Počet obyvatel Abanilly v období 1857-2008 | Počet obyvatel Abanilly v období 1857-2008 | Počet obyvatel Abanilly v období 1857-2008 | Počet obyvatel Abanilly v období 1857-2008 | Počet obyvatel Abanilly v období 1857-2008 | Počet obyvatel Abanilly v období 1857-2008 |
| 1857                                       | 1860                                       | 1877                                       | 1887                                       | 1897                                       | 1900                                       | 1910                                       | 1920                                       | 1930                                       | 1940                                       | 1950                                       | 1960                                       |
| ------------------------------------------ | ------------------------------------------ | ------------------------------------------ | ------------------------------------------ | ------------------------------------------ | ------------------------------------------ | ------------------------------------------ | ------------------------------------------ | ------------------------------------------ | ------------------------------------------ | ------------------------------------------ | ------------------------------------------ |
| 4324                                       | 4650                                       | 5689                                       | 5617                                       | 6121                                       | 6634                                       | 7451                                       | 7641                                       | 8179                                       | 8220                                       | 8620                                       | 8594                                       |
| 1970                                       | 1981                                       | 1991                                       | 1996                                       | 2001                                       | 2002                                       | 2003                                       | 2004                                       | 2005                                       | 2006                                       | 2007                                       | 2008                                       |
| 8675                                       | 7049                                       | 5827                                       | 6130                                       | 6033                                       | 6040                                       | 6239                                       | 6145                                       | 6245                                       | 6333                                       | 6568                                       | 6642                                       |